# Бугульма (бальзам)
«Бугульма́» — марка тёмного бальзама крепостью 40% или 30%, производимого российским предприятием «Татспиртпром». Считается одним из самых популярных сувениров Татарстана.Назван в честь города Бугульма. 

## Состав
В состав стандартного бальзама крепостью 40% входят 24 спиртовых растительных настоя:
- душица обыкновенная;
- зверобой продырявленный;
- календула;
- кипрей узколистный;
- кора дуба;
- мелисса лекарственная;
- мята перечная;
- донник лекарственный;
- пустырник обыкновенный;
- тысячелистник обыкновенный;
- цвет липы;
- полынь горькая;
- почки березовые;
- почки сосны;
- калган;
- имбирь;
- девясил высокий;
- кориандр посевной;
- корица;
- валериана лекарственная;
- гвоздика;
- плоды рябины обыкновенной;
- плоды рябины черноплодной;
- плоды черёмухи.

Помимо растительных настоев, бальзам содержит эфирные масла тмина и укропа, натуральный мёд, ароматизатор ванилин и краситель сахарный колер.

## История
Предприятие «Татспиртпром» выпускает бальзам «Бугульма» с 1998 года. К настоящему времени напиток стал одним из самых популярных сувениров Татарстана.
В 2018 году «Татспиртпром» продал 137 тыс. декалитров бальзама, из которых 82 тыс. декалитров — за пределами Татарстана. В 2019 году торговые сети реализовали 145 тыс. декалитров напитка. «Бугульма» заняла первое место по продажам в России в сегменте бальзамов и второе место в сегменте бальзамов, ликёров и вермутов.
В марте 2018 года «Татспиртпром» сообщил о планах экспортировать бальзам в Китай. 
В 2022 году были выпущены бальзамы "Бугульма Чёрная Смородина" и "Бугульма Вишня" пониженной крепости - 30%

## В культуре
Поэт Андрей Добрынин написал стихотворение «Бальзам „Бугульма“», посвящённое употреблению напитка.